# Wakefield (Wirginia)
Wakefield – miasto w Stanach Zjednoczonych, w stanie Wirginia, w hrabstwie Sussex.